# Сао Жоао ди Мерити
Сао Жоао ди Мерити е град-община в щата Рио де Жанейро, Югоизточна Бразилия. Населението е 468 309 жители (2008 г.), а площта 34 838 кв. км. През 1947 г. получава статут на община. Намира се на 20 км от Рио де Жанейро и се счита за негово спално предградие. Разположен е на 19 м н.в. Намира се в часова зона UTC-3.